# Friðrik Þór Friðriksson
Friðrik Þór Friðriksson (IPA: [ˈfrɪðrɪk ˈθouːr ˈfrɪðrɪxsɔn]), noto anche come Fridrik Thor Fridriksson (Reykjavík, 12 maggio 1954) è un regista islandese.
La sua notorietà all'estero è dovuta soprattutto al film Figli della natura (1991), candidato all'Oscar come miglior film straniero nel 1992.

## Biografia
Inizia la sua attività registica con film sperimentali e documentari nei primi anni ottanta. Nel 1990 fonda la Icelandic Film Corporation, che è oggi la casa di produzione cinematografica più importante dell'Islanda. La compagnia produce i suoi film e lavora anche con altri registi e produttori islandesi. 
La crescente fama internazionale, ha spinto poi la Icelandic Film Corporation ad allacciare rapporti con altre case di produzione: è divenuta ad esempio partner della Zentropa di Lars von Trier, nel cui film Il grande capo Friðrik Þór Friðriksson appare come attore, e più recentemente della American Zoetrope di Francis Ford Coppola.
Friðrik è cresciuto in Islanda negli anni sessanta e per questo è stato profondamente influenzato dai film statunitensi di quegli anni. Tuttavia, è stata la conoscenza di registi come Akira Kurosawa, John Ford e Nicholas Ray, a spingerlo definitivamente verso questa professione. 
Ha lavorato con due dei più famosi scrittori e sceneggiatori islandesi, ossia Einar Már Guðmundsson nei film Figli della natura (Börn náttúrunnar), Angels of the Universe e Moviedays; così come con Einar Kárason in Skytturnar, Devil's Island e Falcons.

## Stile
Friðrik Þór Friðriksson è famoso per la fotografia dei suoi film, soprattutto per le numerose inquadrature ad effetto. I suoi film sono sempre molto personali, ma anche profondamente radicati nella cultura islandese e spesso ritraggono personaggi a metà strada fra tradizione e modernità.

## Filmografia

### Regista

#### Cinema
- Nomina Sunt Odiosa (Nöfn eru hvimleið) - cortometraggio (1975)
- Skytturnar (1987)
- Brennu-njálssaga - cortometraggio (1980)
- Rokk í Reykjavík - documentario (1982)
- Eldsmiðurinn - documentario (1983)
- Kúrekar norðursins - documentario (1984)
- The ring road (Hringurinn) - documentario (1985)
- Figli della natura (Börn náttúrunnar, 1991)
- Movie Days (Bíódagar, 1994)
- Cold Fever (Á köldum klaka) (1994)
- Devil's Island (Djöflaeyjan , 1996)
- Englar alheimsins (2000)
- Fálkar (2002)
- On Top Down Under - cortometraggio (2002)
- Niceland (Population. 1.000.002) (2004)
- Sólskinsdrengurinn - documentario (2009)
- Mamma Gógó (2010)
- 60 Seconds of Solitude in Year Zero (2011)
- Sjóndeildarhringur - documentario (2015)

#### Televisione
- Flugþrá - film TV (1989)
- Englakroppar - film TV (1990)
- Tími nornarinnar - miniserie TV, 4 episodi (2011)

### Attore
- Figli della natura (Börn náttúrunnar), regia di Friðrik Þór Friðriksson (1991)
- Óskabörn þjóðarinnar, regia di Jóhann Sigmarsson (2000)
- Il grande capo (Direktøren for det hele), regia di Lars von Trier (2006)
- Heimsendir, regia di Ragnar Bragason - miniserie TV, episodio 1x07 (2011)